# Wielka Rogata Szczerbina
Wielka Rogata Szczerbina (słow. Veľká Rohatá štrbina) – przełączka w Wołowym Grzbiecie – odcinku grani głównej Tatr pomiędzy Czarnostawiańską Przełęczą (Východné Mengusovské sedlo, 2340 m) i Żabią Przełęczą Wyżnią (Vyšné Žabie sedlo, 2235 m), którym biegnie granica polsko-słowacka. Jest położona na wysokości ok. 2355 m, pomiędzy Rogatą Granią (Rohatý hrebeň) od północnego zachodu a Rogatą Turniczką (Rohatá vežička, ok. 2360 m) od południowego wschodu.
Przełęcz jest stosunkowo wybitna. W jej sąsiedztwie znajdują się inne przełączki, ale Wielka Rogata Szczerbina jest rozpoznawalna zarówno od strony Doliny Mięguszowieckiej, jak i od strony Doliny Rybiego Potoku. Ma kształt litery U, a w jej siodle znajduje się turniczka przypominająca róg. Turniczka ma dwa wierzchołki o wysokości około 5 m. Od niej pochodzą nazwy przełączki i sąsiednich obiektów.
Z Wielkiej Rogatej Szczerbiny na słowacką stronę, na południowy zachód, opada depresja. Przecina ją Ścieżka Obejściowa. Około 15 m poniżej niej znajduje się 15-metrowej wysokości pas niezbyt stromych płyt. Poniżej płyt jest już tylko piarżyste zbocze opadające na próg oddzielający dolne i górne piętro Wołowej Kotlinki. Na polską stronę, do Zachodu Grońskiego opada szeroka i krucha depresja o deniwelacji około 100 m. Nad zachodem tym obrywa się ona około 10 metrowej wysokości stromym progiem.

## Taternictwo
Pierwsze wejściePierwszego wejścia na Małą Rogatą Szczerbinę dokonali Katherine Bröske i Simon Häberlein 11 września 1905 r. podczas przejścia grani Wołowego Grzbietu. Zimą pierwsi byli tu Aleksander Rokita i Stanisław Worwa 14 kwietnia 1949 r.
Drogi wspinaczkowe
1. Z Zachodu Grońskiego północną depresją; I, na krótkim odcinku II w skali UIAA, czas przejścia30 min, kruszyzna,
2. Ścieżka Obejściowa; 0+, jedno miejsce II, czas przejścia 1 godz.,
3. Południowo-zachodnią depresją; 0, 30 min[2].

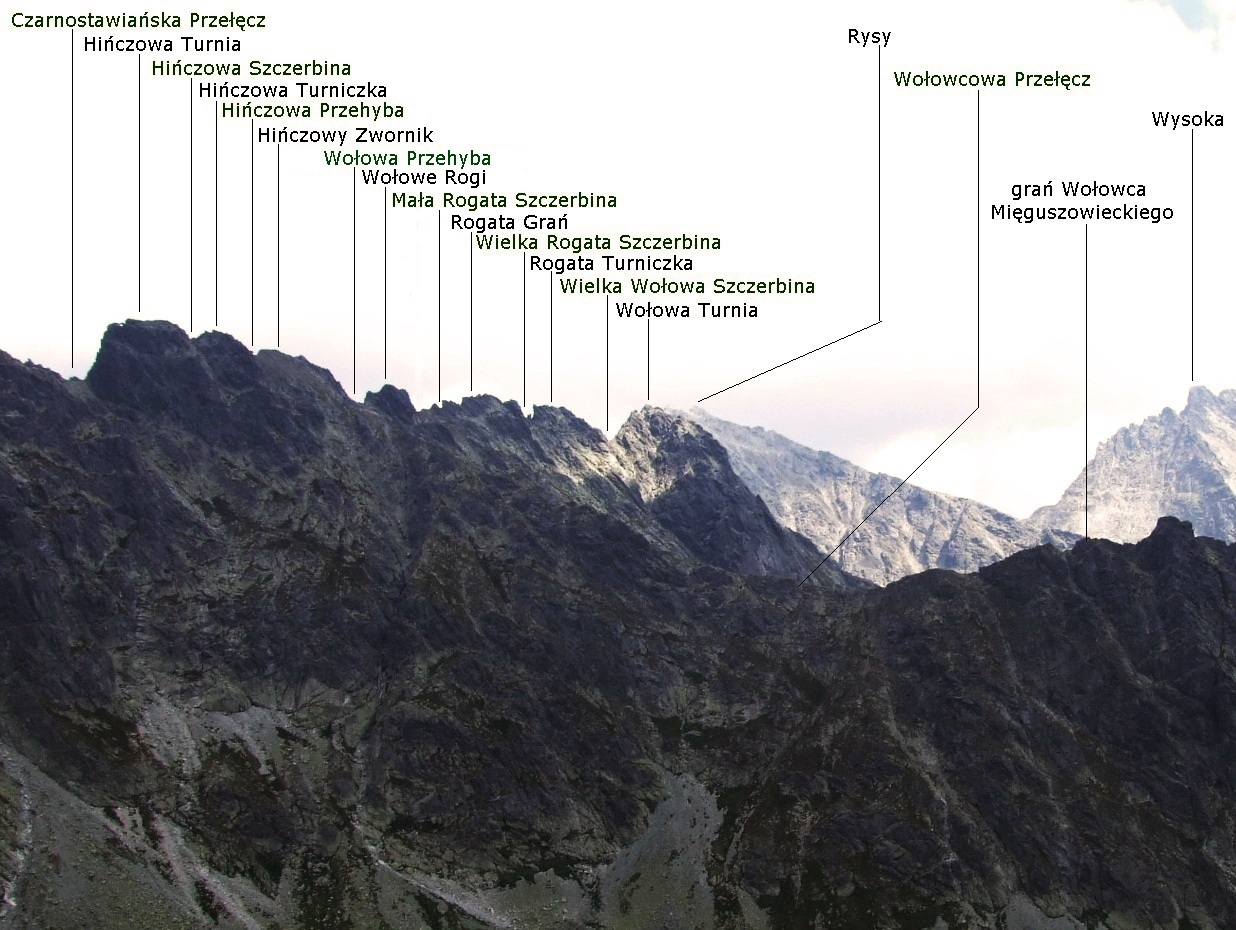
Widok z Wyżniej Koprowej Przełęczy
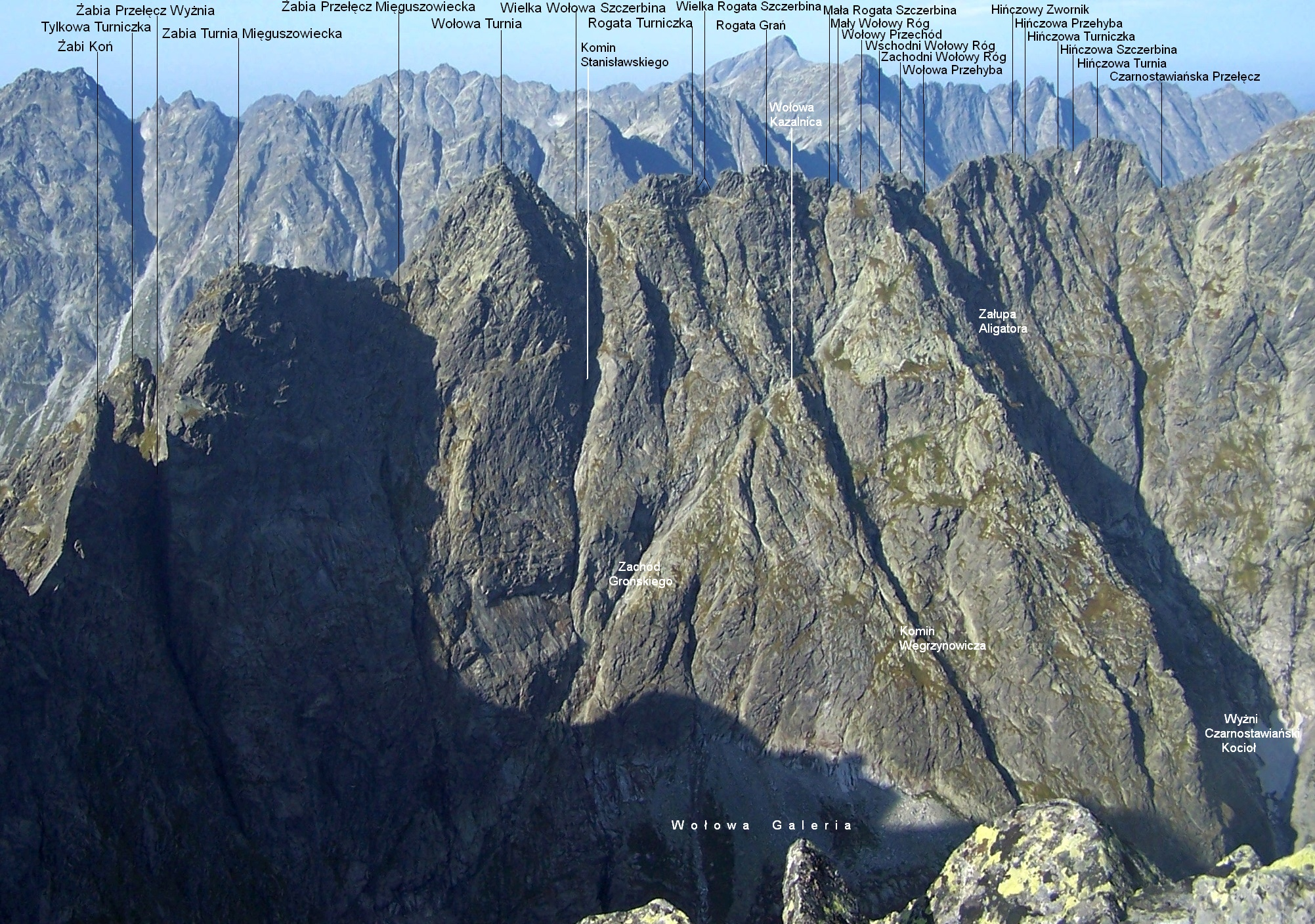
Widok z Rysów